# Mark Karcher
Mark Duane Karcher (Baltimore, Maryland, 22 de noviembre de 1978) es un exjugador de baloncesto estadounidense que jugó siete temporadas como profesional en ligas europeas y en ligas menores de su país. Con 1,96 metros de estatura, lo hacía indistintamente en las posiciones de escolta o alero.

## Trayectoria deportiva

### Universidad
Tras jugar en 1997, en su etapa de instituto, el prestigioso McDonald's All-American Game, jugó dos temporadas con los Owls de la Universidad de Temple, en las que promedió 14,5 puntos, 5,2 rebotes, 2,2 asistencias y 1,6 robos de balón por partido. En su última temporada fue incluido en el mejor quinteto del torneo de la Atlantic 10 Conference.
Nada más terminada su segunda temporada, anunció que se presentaría al Draft de la NBA, renunciando a los dos años que le quedaban como universitario, debido a su situación familiar y financiera, con dos hijos ya a su cargo en aquella época.

### Profesional
Fue elegido en la cuadragésimo octava posición del Draft de la NBA de 2000 por Philadelphia 76ers, con quienes firmó un contrato en el mes de julio, siendo cortado poco antes del inicio de la temporada. Fue psoteriormente elegido también en el draft de la CBA y en el de la IBL, acabando finalmente fichando por los Richmond Rhythm de esta última liga, donde jugó una temporada en la que promedió 17 puntos por partido.
Fue elegido en el Draft de la NBA Development League de 2001 por los Greenville Groove en el puesto 58, pero fue cortado antes del inicio de la competición. En noviembre de 2001 fichó por el JDA Dijon francés, con el que únicamente llegó a jugar tres partidos, promediando 9,7 puntos y 4,7 rebotes. En febrero de 2002 fichó por un mes con el también equipo francés del Hyères-Toulon Var Basket, con el que en cuatro partidos promedió 18,8 puntos y 3,5 asistencias, logrando la renovación por una temporada más, que completó con 16,5 puntos y 3,7 rebotes por partido.
La temporada siguiente fichó por el SLUC Nancy Basket, pero alegó razones familiares para rescindir el contrato. En marzo de 2004 hizo una prueba con el ÉB Pau-Orthez, pero finalmente no fue contratado. Finalmente fichó por el ALM Évreux Basket para la temporada 2004-2005, en la que promedió 15,7 puntos y 4,7 asistencias por partido.
En septiembre de 2005 fichó por el JA Vichy-Clermont, con el que únicamente disputó la pretemporada, regresando a su país para jugar en los Fayetteville Patriots de la NBA D-League, equipo con el que disputó sólo diez partidos, promediando 10,1 puntos y 3,9 rebotes, siendo despedido en enero de 2006.
En 2006 fichó por los Baltimore Pearls de la IBL, pero el equipo quebró en el mes de noviembre, fichando entonces por los Maryland Nighthawks. En enero de 2007 aceptó la oferta del Petrochimi Iman Harbour BC iraní, donde acabó la temporada promediando 27,3 puntos y 3,2 rebotes por partido. La temporada siguiente, tras disputar las Ligas de Verano de la NBA con los Denver Nuggets, fichó por el Club Atlético Quilmes argentino, donde sólo jugó cinco partidos, en los que promedió 8,6 puntos y 2,6 rebotes.